# Карнович Сергій Анатолійович
Сергій Анатолійович Карнович (нар. 12 квітня 1960, м. Теребовля, Тернопільська область — пом. 29 липня 2022, селище Оленівка, Донецької області) — український військовослужбовець, майор Окремого загону спеціального призначення «Азов» Національної гвардії України, учасник російсько-української війни, який відзначився під час відбиття російського вторгнення в Україну і загинув у полоні внаслідок терористичного акту, вчиненого в ніч проти 29 липня 2022 року російськими окупаційними військами на території колишньої Волноваської виправної колонії № 120. Кавалер ордена «За мужність» ІІІ ступеня (2023, посмертно). Один із чотирьох найстарших за віком (62 роки) серед загиблих у Оленівці.

## Життєпис
Сергій Анатолійович Карнович народився у м. Теребовлі на Тернопільщині, у сім’ї військовослужбовця. 
1980 року закінчив Пермське військове авіаційне технічне училище імені Ленінського комсомолу за спеціальністю «Озброєння літаків та гелікоптерів» та служив за фахом на офіцерських посадах. 1993 року закінчив Київське вище військове авіаційне інженерне училище за спеціальністю «Озброєння літальних апаратів», був направлений на службу в авіаційну військову частину, дислоковану у місті Маріуполі, у який і служив до її розформування. 
1998 року офіцер звільнився зі служби, жив у Маріуполі, який став для Сергія Анатолійовича рідним домом з перших днів як він оселився тут і до кінця життя. До 2014-го працював техніком з обладнання, менеджером з продажів, менеджером з логістики, начальником охорони, директором автоцентру УКРАВТО ГРУП, потім – директором СТО у Групі компаній «АІС». Обожнював проводити час з рідними та їздити з друзями на риболовлю.
Як досвідчений військовий, Сергій Анатолійович ще 2014-го зрозумів, яка небезпека загрожує Україні з боку вороже налаштованого сусіда. Тому 2016 року він повернувся на військову службу, яку проходив у 18-му полку оперативного призначення (з 2019-го – 12-та бригада оперативного призначення) Національної гвардії України. Брав участь у АТО/ООС. 
Стан здоров’я та досягнення граничного для військової служби 60-річного віку 2020 року змусили Сергія Анатолійовича звільнитися, причому цього разу – уже не у запас, а у відставку. На той момент здавалося, що ситуація на фронті «неоголошеної» війни нібито «вирівнялась», і офіцер-ветеран ажніяк не очікував, що йому доведеться знов братися за зброю… 
24 лютого 2022 року Сергій Карнович без вагань добровільно став на захист рідного Маріуполя, обійнявши посаду заступника начальника штабу гаубичного артилерійського дивізіону ОЗСП «Азов». Під час запеклих боїв бився завзято, вірив, що від його дій залежить доля сім’ї, милого серцю дому та країни. Зрештою опинився на заводі «Азовсталь», де продовжував оборону пліч-о-пліч із молодшими побратимами. 
18 травня 2022 року разом зі своїм підрозділом за наказом вищого військового керівництва заради збереження життя людей Сергій Анатолійович вийшов з «Азовсталі» та потрапив у так званий «полон за домовленістю». Утримувався на території колишньої Волноваської виправної колонії № 120 в окупованому селищі Молодіжному, що неподалік колишнього адміністративного центру селищної ради смт Оленівки колишнього Волноваського (нині – Кальміуського) району Донецької області, де окупанти утворили фільтраційну в’язницю. Востаннє він виходив на зв’язок з родиною 26 травня (декому з українських воїнів вдалося пронести у неволю телефони) – запевняв дружину Ольгу, що все гаразд та через 3-4 місяці він буде вдома.
У ніч на 29 липня 2022 року прийняв мученицьку смерть у полоні внаслідок масового вбивства військовополонених, влаштованого окупантами у колонії в Оленівці.
Після довготривалої експертизи та підтвердження факту загибелі двома тестами ДНК 3 липня 2023 року майора Карновича було поховано із військовими почестями у Черкасах, на Алеї Героїв кладовища № 4. 

## Родина
У Сергія Анатолійовича залишились дружина, донька та син (який з перших днів російського вторгнення також став на захист України).

## Нагороди
- Відзнака Президента України «За участь в антитерористичній операції»
- орден «За мужність» ІІІ ступеня (3 листопада 2023 року, посмертно) — за особисту мужність і самовідданість, виявлені у захисті державного суверенітету та територіальної цілісності України, сумлінне та бездоганне служіння Українському народові[3].
- Посмертно присвоєно Почесне звання «Захисник України – Герой Черкас» (рішення виконавчого комітету від 26 вересня 2023 року № 1392)[4].